# Shuri
Shuri (首里?, Shuri, lingua di Okinawa: スイ Sui o Shui) è un quartiere di Naha, una città del Giappone meridionale, capitale e maggiore città della Prefettura di Okinawa, nelle isole Ryūkyū. In passato è stata la capitale del Regno delle Ryūkyū.
A Shuri si trovano numerosi siti storici famosi, tra cui il castello di Shuri, dove nacque l'antica arte marziale del Shuri-te, la porta Shureimon, lo Sunuhyan-utaki (uno spazio sacro della religione nativa Ryukyuana) e il mausoleo reale Tamaudun, tutti designati patrimonio dell'umanità dall'UNESCO.

## Storia

### Periodo medievale e primo periodo moderno

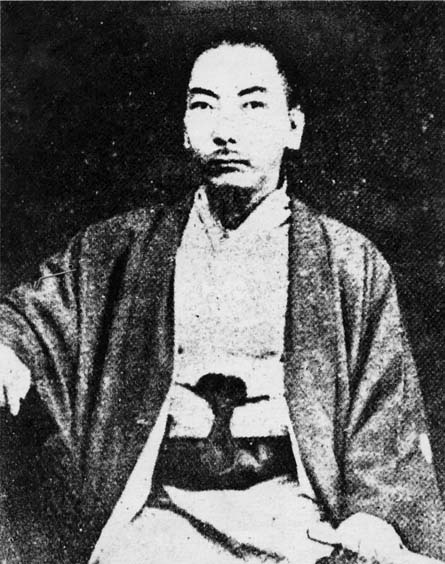
Re Shō Tai (1843-1901)

Il castello di Shuri fu costruito per la prima volta durante il regno di Shunbajunki (1237-1248), che governava dal vicino castello di Urasoe. Questo avvenne quasi un secolo prima che l'isola di Okinawa venisse divisa nei tre regni di Hokuzan, Nanzan e Chūzan; quasi due secoli prima dell'unificazione di questi regni e dell'istituzione del Regno delle Ryūkyū. L'isola non era ancora un regno organizzato o unificato, ma piuttosto un insieme di capi locali (anji) fedeli al capo tribù di Urasoe.
Nel 1266, Okinawa raccoglieva tributi dalle comunità delle vicine isole di Iheya, Kumejima e Kerama, oltre che dalle più lontane isole Amami.
Shō Hashi (1422-1439), primo re del Regno unificato delle Ryūkyū, fece di Shuri la sua capitale e curò l'espansione del castello e della città. Shuri sarebbe rimasta la capitale reale per circa 450 anni. Il castello fu raso al suolo durante le dispute per la successione nel 1450, ma fu ricostruito e il castello e la città furono ulteriormente abbelliti e ampliati durante il regno del re Shō Shin (1477-1526). Oltre alla costruzione di pilastri di drago in pietra e di altri abbellimenti sul palazzo stesso, nel 1492 fu costruito il tempio buddista Enkaku-ji sul terreno del castello, fu ampliato il tempio di Sōgen sulla strada per Naha e nel 1501 fu completata la costruzione del Tamaudun, che da allora in poi sarebbe stato utilizzato come mausoleo reale.
Le forze samurai del dominio feudale giapponese di Satsuma si impadronirono del castello di Shuri il 5 aprile 1609. I samurai si ritirarono poco dopo, restituendo il re Shō Nei al suo trono e il castello e la città agli okinawani, anche se il regno era ora uno Stato vassallo sotto la suzerain di Satsuma e lo sarebbe rimasto per circa 250 anni.

### Sotto il Giappone imperiale

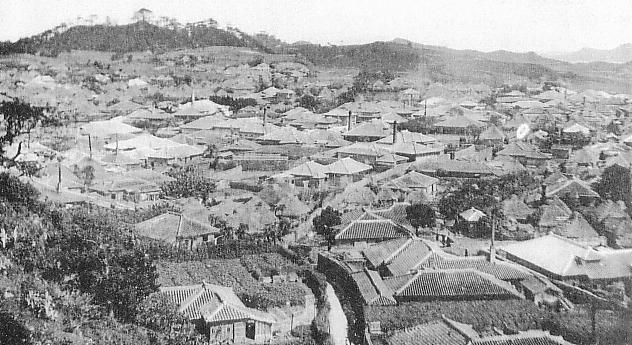
Shuri nel periodo Taishō

Il regno fu formalmente abolito quando, il 27 marzo 1879, le forze imperiali giapponesi guidate da Matsuda Michiyuki si recarono al castello e presentarono al principe Nakijin documenti formali che esprimevano la decisione di Tokyo. Il re Shō Tai e la sua corte furono allontanati dal castello, che fu occupato da una guarnigione giapponese e le cui porte principali furono sigillate. Il castello, insieme alle vicine dimore degli ex nobili di corte, cadde in rovina e decadenza negli anni successivi.
La pressione per il restauro, la conservazione e la protezione dei siti storici di Shuri iniziò seriamente negli anni '10 e nel 1928 il Castello di Shuri fu dichiarato Tesoro Nazionale. Per il restauro della struttura fu predisposto un piano quadriennale. Subito dopo vennero protetti anche altri monumenti storici.
Sebbene la guarnigione giapponese che aveva originariamente occupato il castello di Shuri nel 1879 si fosse ritirata nel 1896, il castello e una serie di tunnel e caverne sottostanti furono adibiti a quartier generale delle forze militari giapponesi a Okinawa durante la Seconda Guerra Mondiale. La città subì il primo attacco aereo alleato nell'ottobre 1944. 
Il custode ufficiale dei tesori della famiglia reale di Okinawa tornò nelle dimore della famiglia a Shuri nel marzo 1945 e cercò di salvare un gran numero di tesori, che andavano dalle corone concesse ai re dalla Corte imperiale cinese ai ritratti reali ufficiali. Alcuni di questi oggetti vennero sigillati in casseforti, ma altri vennero semplicemente sepolti nella terra o tra la vegetazione nei dintorni di Shuri. I palazzi furono distrutti da un incendio il 6 aprile.
Essendo il centro della difesa giapponese, Shuri fu l'obiettivo principale dell'assalto americano nella battaglia di Okinawa, combattuta da marzo a giugno 1945. Il castello di Shuri fu raso al suolo dalla USS Mississippi e gran parte della città fu bruciata e distrutta nel corso della battaglia.

### Il dopoguerra
La città è stata ricostruita nel corso del dopoguerra. L'Università delle Ryūkyū fu fondata sul sito delle rovine del castello di Shuri nel 1950, ma in seguito fu trasferita e oggi ha campus a Ginowan e Nakagusuku. Le mura del castello furono restaurate poco dopo la fine della guerra e la ricostruzione della sala principale del palazzo (Seiden) fu completata nel 1992, in occasione del 20º anniversario della fine dell'occupazione americana a Okinawa.
Shuri è stato uno dei siti, insieme a Nago, utilizzati dall'esercito statunitense per testare le armi biologiche negli anni '60. I test consistevano nel verificare l'efficacia del fungo del riso nel distruggere le colture di riso ed erano finalizzati a un possibile uso in Cina o nel Sud-Est asiatico. Test simili sono stati condotti anche sulla terraferma degli Stati Uniti e non è noto se i test a Okinawa siano avvenuti all'interno delle basi militari statunitensi.

## Trasporti
Le stazioni Gibo e Shuri sono servite dalla Monorotaia di Okinawa. Il parco del castello di Shuri, Tamaudun e altri siti importanti sono facilmente raggiungibili a piedi dalla stazione di Shuri, che attualmente è il capolinea della linea della monorotaia, anche se ci sono piani per estenderla in futuro.

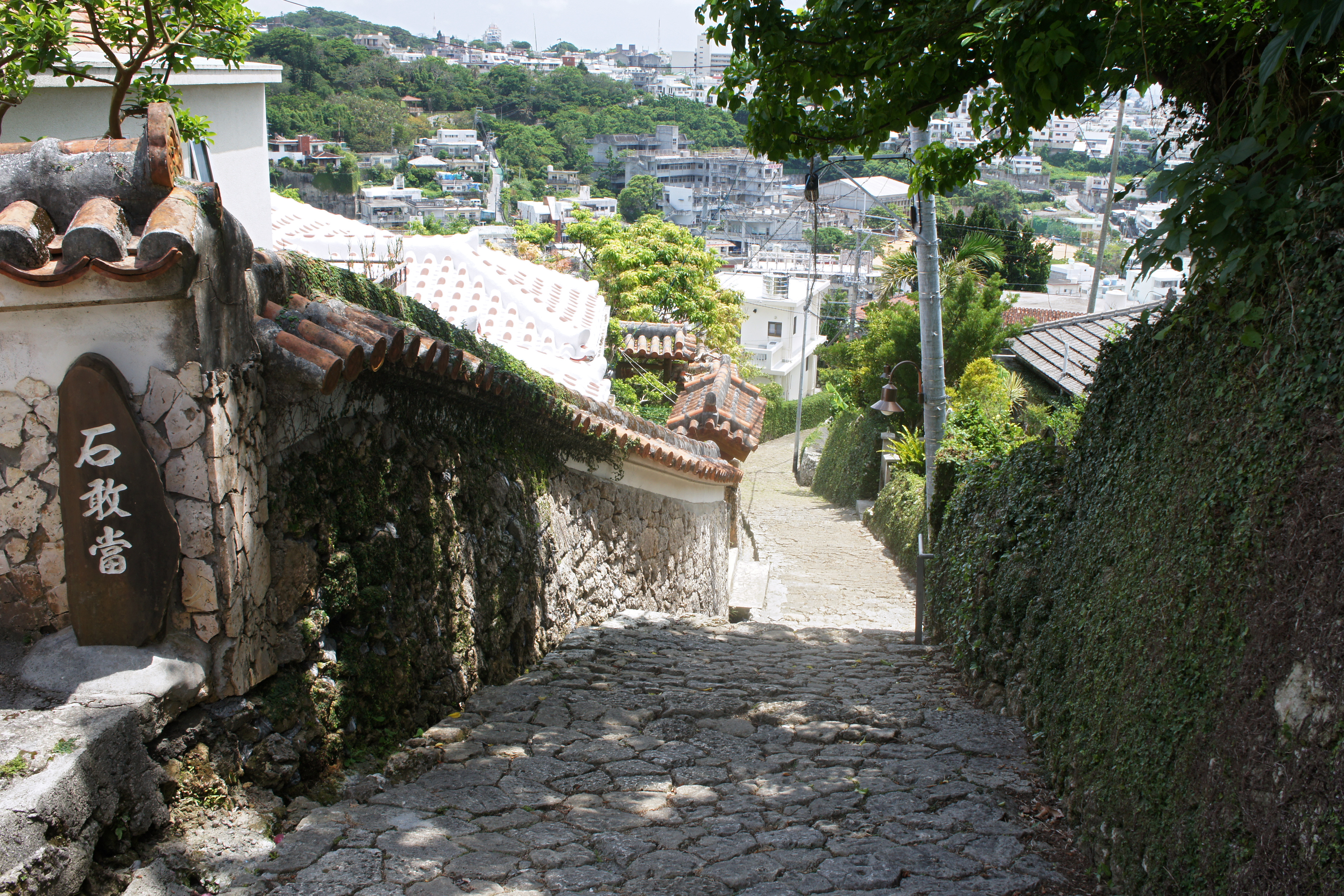
Una strada acciottolata a Shuri-kinjocho
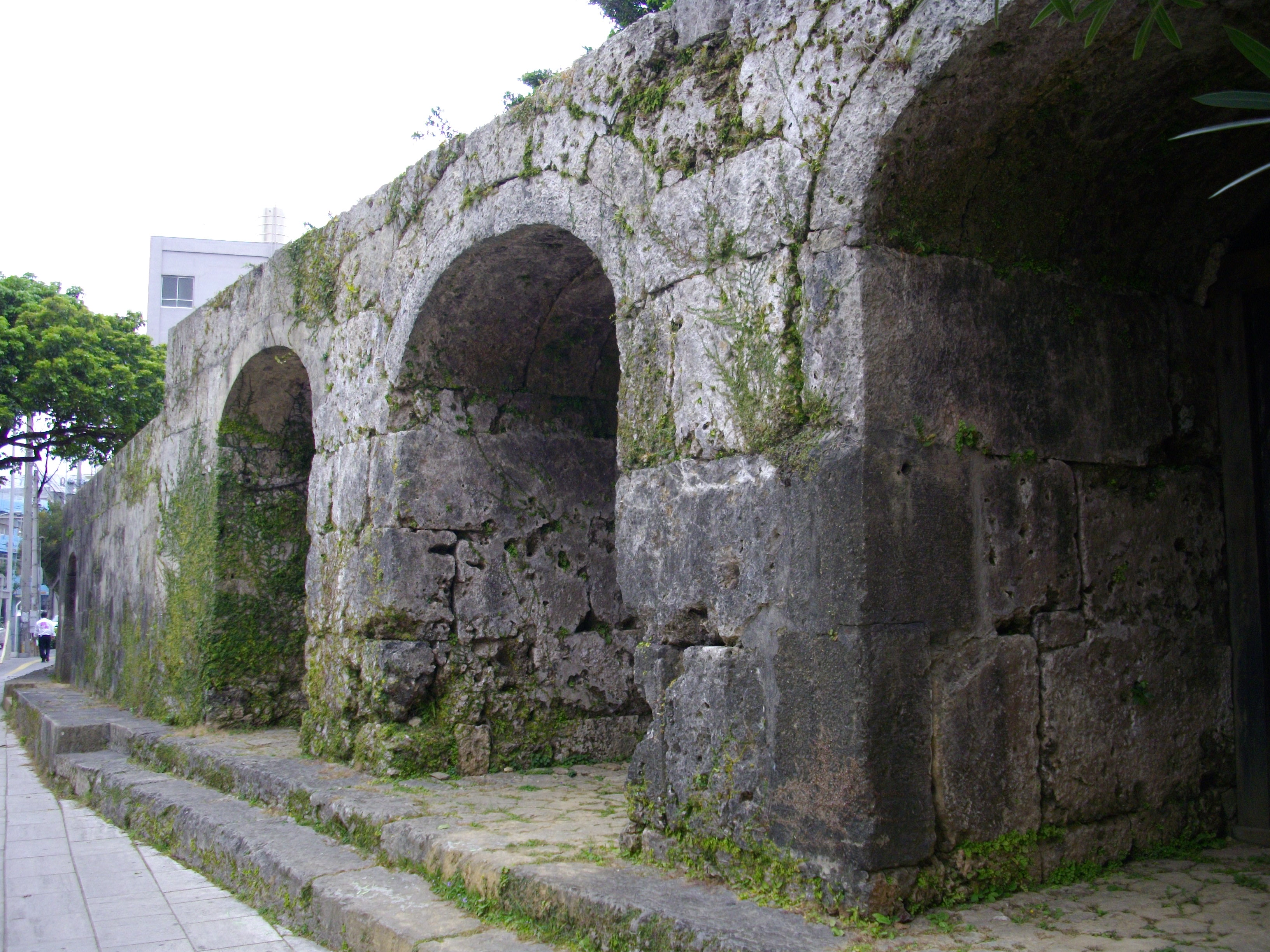
Porte di pietra di Sōgen-ji
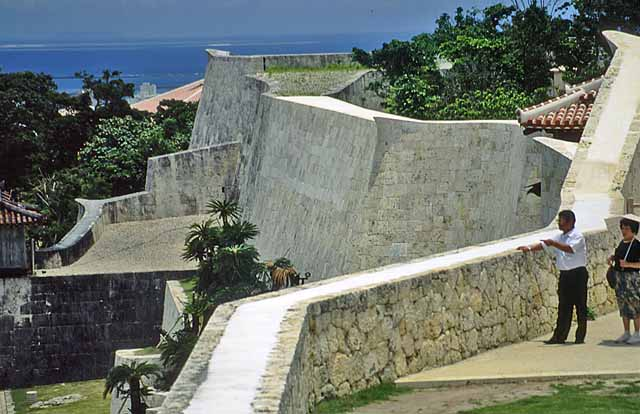
Vista del mare dal castello di Shuri
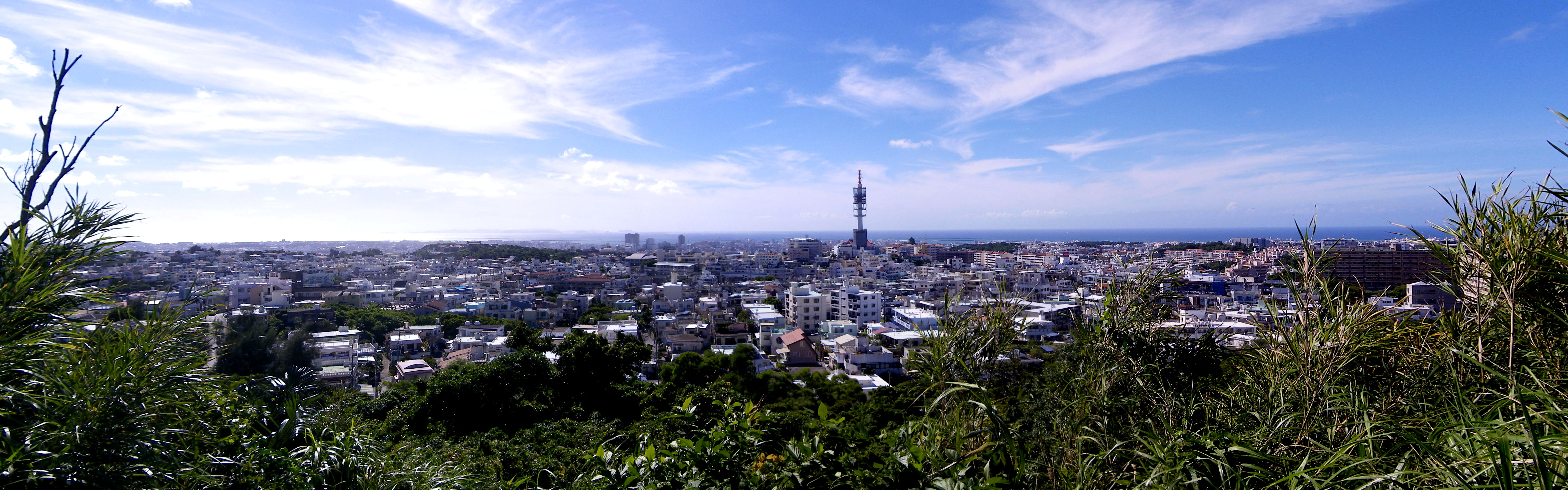
Vista panoramica